# Liber Linteus

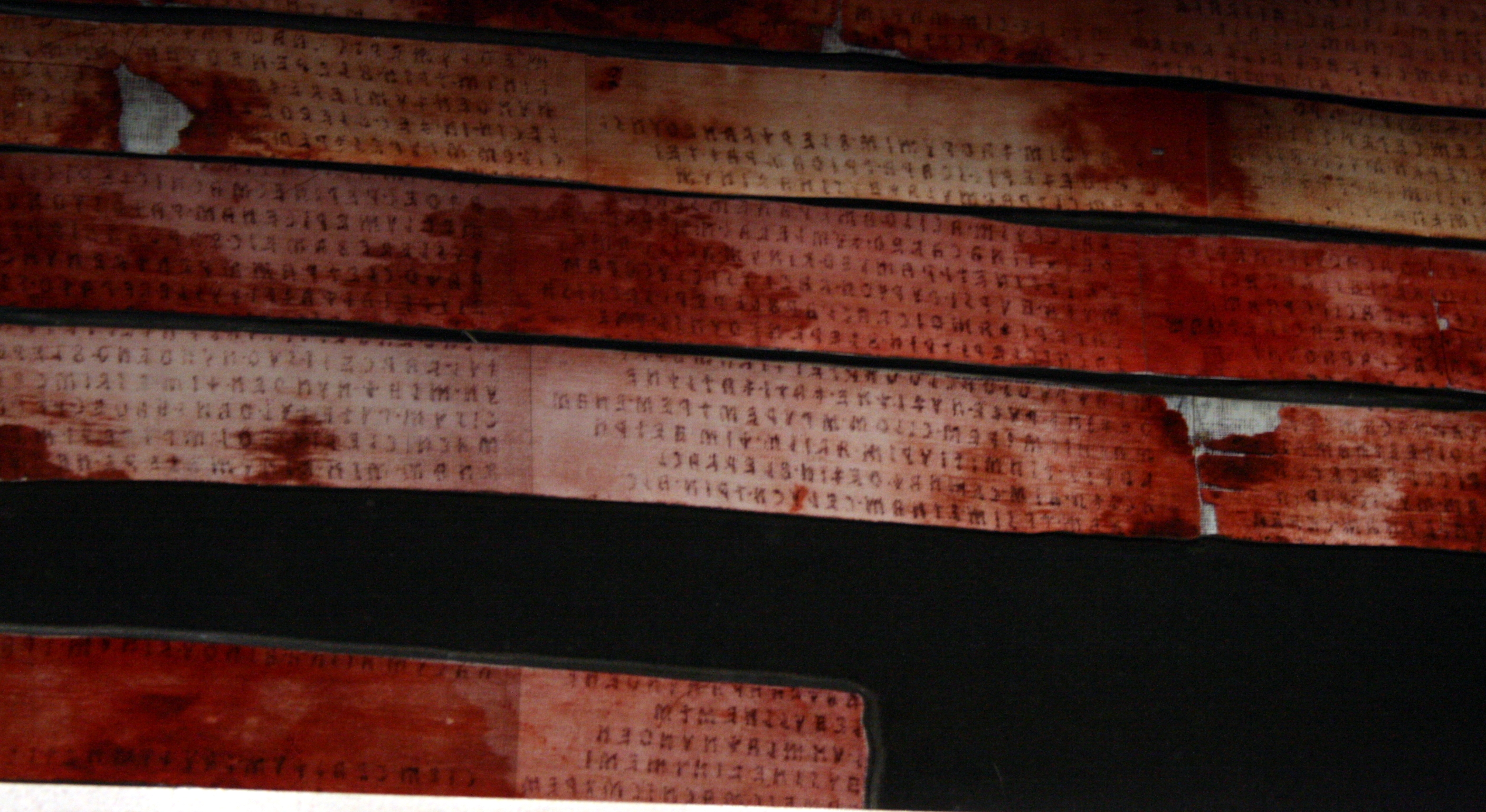
Liber Linteus

Liber Linteus (znana też jako Liber Zagrabiensis, czyli Lniana księga lub Księga z Zagrzebia) – jedyna zachowana do naszych czasów księga napisana w języku etruskim, powstała około 250 roku p.n.e. 

## Opis
Księga pierwotnie składała się z 12 kolumn tekstu, pisanych od prawej do lewej; obecnie brak większości tekstu pierwszych 3 kolumn (zachowało się 1200 wyrazów). Napisana jest na płótnie przeważnie czarnym i częściowo czerwonym tuszem. Nie była zwijana w rulon, tylko składana, podobnie jak współczesne książki.
Treść księgi jest nieznana (z powodu nieznajomości znaczenia większości słów etruskich), jednak najprawdopodobniej księga jest rytualnym kalendarzem obrzędów ku czci bóstw.

## Historia księgi
Księgę napisali najprawdopodobniej kapłani etruscy w jednej ze świątyń w okolicach jeziora Trazymeńskiego około 250 p.n.e. (wskazują na to nazwy lokalnych bóstw oraz styl pisma).
Wraz z wymarciem języka etruskiego, księga straciła praktyczne znaczenie. W I wieku n.e. księgę najprawdopodobniej sprzedano do Egiptu, jako tkaninę do owijania mumii (istniało duże zapotrzebowanie na taki towar).
Księgę pocięto na wąskie paski i owinięto nimi zwłoki żony krawca z Teb - Nesi-hensu.
W 1848 podróżnik z Austro-Węgier kupił tę mumię jako pamiątkę z podróży po Egipcie; 19 lat później mumia została podarowana muzeum w Zagrzebiu. Dopiero w 1877 zauważono, że pismo, pokrywające bandaże mumii, nie jest hieroglificzne, a w 1891 w Wiedniu zidentyfikowano to pismo jako etruskie.
Obecnie księga jest przechowywana w specjalnie chłodzonym pomieszczeniu w Muzeum Archeologicznym w Zagrzebiu.